# Општина Челић
Општина Челић се налази у сјевероисточном делу Босне и Херцеговине на падинама Мајевице и дјеловима равне Семберије, надморске висине од 140 – 711 метара. Заузима површину од 132,8 km2, а на овом простору живи око 11.000 становника. Саставни је дио Тузланског кантона Федерација БиХ. Општина Челић је настала издвајањем из некадашње општине Лопаре чији се већи део налази Републици Српској под истим именом.
Граничи се са општином Сребреник и градом Тузла у Федерацији БиХ, општином Лопаре у (Републици Српској) и Дистриктом Брчко.
Административни, културни и привредни центар је Челић, смјештен на магистралном путу Тузла – Брчко, на мјесту гдје се састају ријеке Гњица и Шибошница.
На подручју општине налазе се двије џамије из османског периода.

### Становништво
Национални састав 1991. (коначни резултати 1991)
| Етнички састав према попису из 1991.‍ | Етнички састав према попису из 1991.‍ | Етнички састав према попису из 1991.‍ | Етнички састав према попису из 1991.‍ | Етнички састав према попису из 1991.‍ |
| ------------------------------------ | ------------------------------------ | ------------------------------------ | ------------------------------------ | ------------------------------------ |
|                                      |                                      |                                      |                                      |                                      |
| Бошњаци                              | Бошњаци                              |                                      | 5.101                                | 73,2%                                |
| Хрвати                               | Хрвати                               |                                      | 1.183                                | 15,1%                                |
| Срби                                 | Срби                                 |                                      | 597                                  | 9,5%                                 |
| Остали                               | Остали                               |                                      | 82                                   | 2,2%                                 |
| укупно: 7.010                        |                                      |                                      |                                      |                                      |

Национални састав 2013. (коначни резултати БХАС)
| Етнички састав према попису из 2013.‍ | Етнички састав према попису из 2013.‍ | Етнички састав према попису из 2013.‍ | Етнички састав према попису из 2013.‍ | Етнички састав према попису из 2013.‍ |
| ------------------------------------ | ------------------------------------ | ------------------------------------ | ------------------------------------ | ------------------------------------ |
|                                      |                                      |                                      |                                      |                                      |
| Бошњаци                              | Бошњаци                              |                                      | 9.341                                | 88,9%                                |
| Хрвати                               | Хрвати                               |                                      | 843                                  | 8,0%                                 |
| Срби                                 | Срби                                 |                                      | 192                                  | 1,8%                                 |
| Остали                               | Остали                               |                                      | 126                                  | 1,2%                                 |
| укупно: 10.502                       |                                      |                                      |                                      |                                      |

### Мјесне заједнице
Општину Челић сачињавају мјесне заједнице: Челић, Ратковићи, Брњик, Вражићи, Велино Село, Шибошница, Нахвиоци, Доњи Хумци, Горњи Хумци, Дријенча и Ситари.